# エリアス・スタイン
エリアス・メナケム・スタイン（Elias Menachem Stein、1931年1月13日 - 2018年12月23日）は、アメリカ合衆国の数学者で、調和解析の分野で指導的な存在だった。スタインは1963年から2018年に死去するまで、プリンストン大学の数学の教授を務めた。

## 生涯
スタインは、ベルギーのアントウェルペンに、アシュケナジムであるElkan SteinとChana Goldmanの子供として生まれた。ベルギーの戦いの後、スタイン家はアメリカ合衆国に移住し、ニューヨークに最初に到着した。1949年にスタイヴェサント高校 (フィールズ賞受賞者となるポール・コーエンは同級生だった) を卒業し、シカゴ大学に移った。1955年アントニ・ジグムントの指導下でシカゴ大学から博士号を得た。1955年MITで教え始め、1958年シカゴ大学へ移り助教授となり、1963年プリンストン大学で正教授となった。
スタインは主に調和解析の分野で研究し、カルデロン・ジグムント理論を拡張し明晰にすることに貢献した。業績には、「スタイン補間」(複素補間の変数パラメータ版)、「スタイン最大値原理」(多くの状況下で、ほとんどいたるところ収束は最大関数の境界性に等しいことを示す)、「スタイン補系列表現、作用素論における「ニキシン・ピスラー・スタイン因子分解」、フーリエ解析における「トマス・スタイン制限理論」、半単純群上の畳み込みにおける「クンツェ・スタイン現象」、ほとんど直交する作用素に関するコトラン・スタインの補題、ハーディ空間{\displaystyle H^{1}}と有界平均振動の関数の空間{\displaystyle BMO}に関する「フェファーマン・スタイン理論」がある。
調和解析に関する数多くの本 (例えば、[1,3,5]) を執筆しており、その分野に関する標準的な参考文献として度々引用される。「Princeton Lectures in Analysis」シリーズ ([6,7,8,9]) は、プリンストンでの解析学に関するスタインの一連の学部生講座で使用するため執筆された。スタインはまた、数多くの大学院生（Mathematics Genealogy Projectによると、少なくとも52人の学生）を育て、現代フーリエ解析を形成したことで有名である。学生には2人のフィールズ賞受賞者、チャールズ・フェファーマンとテレンス・タオが含まれる。
栄誉として、スティール賞 (1984年と2002年)、数学におけるショック賞 (1993年)、ウルフ賞数学部門 (1999)、アメリカ国家科学賞 (2001)を受賞した。さらに、アメリカ国立科学財団、アルフレッド・P・スローン財団、グッゲンハイム・フェロー、米国科学アカデミーのフェローだった。2005年、スタインは実、複素、調和解析における貢献に対する表彰として、ステファン・ベルグマン賞を受賞した。2012年、アメリカ数学会のフェローになった。

## 私生活
1959年、スタインは第二次世界大戦のユダヤ系難民だったElly Intratorと結婚した。2人の子供、カレン・スタインとジェレミー・Ｃ・スタインができ、アリソン(Alison)、ジェイソン(Jason)、キャロライン(Carolyn)の孫ができた。息子であるジェレミーは、ハーバード大学の金融経済学の教授で、ティモシー・フランツ・ガイトナーとローレンス・サマーズのかつての顧問であり、2012年から2014年まで連邦準備制度理事会で職務に就いていた。エリアスは2018年87歳で、悪性リンパ腫の合併症で亡くなった。 

## 出版目録
- Singular Integrals and Differentiability Properties of Functions[※ 1]. (1970). プリンストン大学出版局。ISBN 0-691-08079-8
- Topics in Harmonic Analysis Related to the Littlewood-Paley Theory[※ 2]. (1970). プリンストン大学出版局。ISBN 0-691-08067-4
- Introduction to Fourier Analysis on Euclidean Spaces[※ 3]. Weiss, Guido との共著、(1971). プリンストン大学出版局。ISBN 0-691-08078-X
- Analytic Continuation of Group Representations. (1971). プリンストン大学出版局。ISBN 0-300-01428-7
- Lectures on Pseudo-differential Operators: Regularity Theorems and Applications to Non-elliptic Problems[※ 4]. Nagel, Alexander との共著、(1979). プリンストン大学出版局。ISBN 978-0-691-08247-9[6]
- Harmonic Analysis: Real-variable Methods, Orthogonality and Oscillatory Integrals. (1993). プリンストン大学出版局。ISBN 0-691-03216-5[7]
- Fourier Analysis: An Introduction. Shakarchi, R. との共著、(2003). プリンストン大学出版局。ISBN 0-691-11384-X
- Complex Analysis. Shakarchi, R. との共著、(2003). プリンストン大学出版局。ISBN 0-691-11385-8
- Real Analysis: Measure Theory, Integration, and Hilbert Spaces. Shakarchi, R. との共著、(2005). プリンストン大学出版局。ISBN 0-691-11386-6
- Functional Analysis: An Introduction to Further Topics in Analysis. Shakarchi, R. との共著、(2011). プリンストン大学出版局。ISBN 978-0-691-11387-6